# Richard Arlt
Richard Arlt (* 5. Mai 1911 in Ober Hartmannsdorf; † 25. August 1999) war ein deutscher Widerstandskämpfer gegen den Nationalsozialismus, Gewerkschafter und Bergbauingenieur.

## Leben

### Jugend
Richard Arlt wurde 1911 im niederschlesischen Ober Hartmannsdorf bei Sagan als Sohn eines Landwirts geboren. Sein Vater starb bereits am 1. August 1914, sodass Richard fortan als Halbwaise in bescheidenen Verhältnissen aufwuchs. Von 1917 bis 1925 besuchte er die evangelische Volksschule seines Heimatortes. Eine angestrebte Lehre zum Maurer konnte er letztlich nicht beginnen. Deshalb wurde er im Alter von 17 Jahren Bergmann im Braunkohlen-Tiefbau, wo er zunächst als Vorschieber arbeitete.
Neben seiner Tätigkeit im Bergbau betätigte Arlt sich auch politisch. Im Mai 1929 trat er der SPD bei, wechselte aber bereits 1931 zum Ortsverband Wiesau der KPD. Außerdem war er Gewerkschaftskassierer für fünf bis sechs Ortschaften.

### Widerstand im Nationalsozialismus
Nach der Machtergreifung der Nationalsozialisten im Jahre 1933 waren seine politische Aktivitäten nur noch in der Illegalität möglich. Das Netzwerk, dem er sich im Untergrund anschloss, erstellte und verteilte unter anderem Flugblätter. Das Material wurde über Verbindungsleute aus Berlin bezogen oder selbst hergestellt. Aus ihm später unbekannten Ursachen erfolgte am 16. Mai 1936 seine Verhaftung. Im Oktober 1936 wurde Richard Arlt infolgedessen wegen „Vorbereitung zum Hochverrat“ zu zweieinhalb Jahren Zuchthaus verurteilt. Seine Strafe verbüßte er zunächst im Gefängnis Berlin-Moabit, wurde aber bald nach Brandenburg-Görden verlegt. Ein reichliches Jahr später wurde er dann in ein neu errichtetes Strafgefangenenlager in Dessau-Roßlau verlegt, das ein Außenlager des Strafgefangenenlagers Elberegulierung in Griebo war und der Regulierung der Elbe diente. Dort lernte er den Berliner Anwalt und Widerstandskämpfer Max Berger (1893–1970) kennen, mit dem er später eine lebenslange Freundschaft pflegte und den er wiederholt noch während des Krieges in Berlin besuchte. Nach dem Ende seiner eigentlichen Haftstrafe wurde er noch etwa vier Wochen von der Gestapo in Frankfurt (Oder) festgehalten und Verhören unterzogen.
Ende Dezember 1938 war er schließlich wieder in seiner Heimat in Arbeit. Er begann ein Fernstudium zum Ingenieur und erhielt ein Patent für ein Gebrauchsmuster für eine Streckenvortriebsmaschine im Bergbau. Politisch war er fortan weiter im Untergrund aktiv. Im Herbst 1939 wurde Arlt als „wehrunwürdig“ befunden, im Oktober 1942 schließlich aber doch noch von der Wehrmacht eingezogen. Er kam zur Strafdivision 999, wo er unter anderem in Tunesien kämpfte. Am 11. Mai 1943 geriet Arlt in französische Kriegsgefangenschaft, aus der er erst gut zwei Jahre nach Ende des Zweiten Weltkriegs im Sommer 1947 wieder entlassen wurde.

### Arlts Wirken nach dem Krieg und in der DDR
Nachdem er zunächst in der Nähe von Zeitz wieder im Bergbau gearbeitet hatte, siedelte Arlt bald nach Weißwasser über, wo er ebenfalls im Bergbau arbeitete. Bereits 1947 war er Mitglied der im April 1946 durch die Zwangsvereinigung von SPD und KPD entstandenen SED geworden. Ab Januar 1949 wurde er technischer Mitarbeiter in Halle (Saale). Ein Jahr darauf erfolgte seine Wahl in den Zentralvorstand der Industriegewerkschaft Bergbau-Energie. Am 16. April 1951 wurde er Werkleiter des Braunkohlenwerkes in Ammendorf, eines Betriebs mit einer damaligen Belegschaft von etwa 2500 Mann. Im selben Jahr erhielt Arlt ein Patent für eine Streckenvortriebsmaschine, die 1955 auf der Leipziger Frühjahrsmesse vorgestellt und in mehreren Braunkohletagebauen eingesetzt wurde.

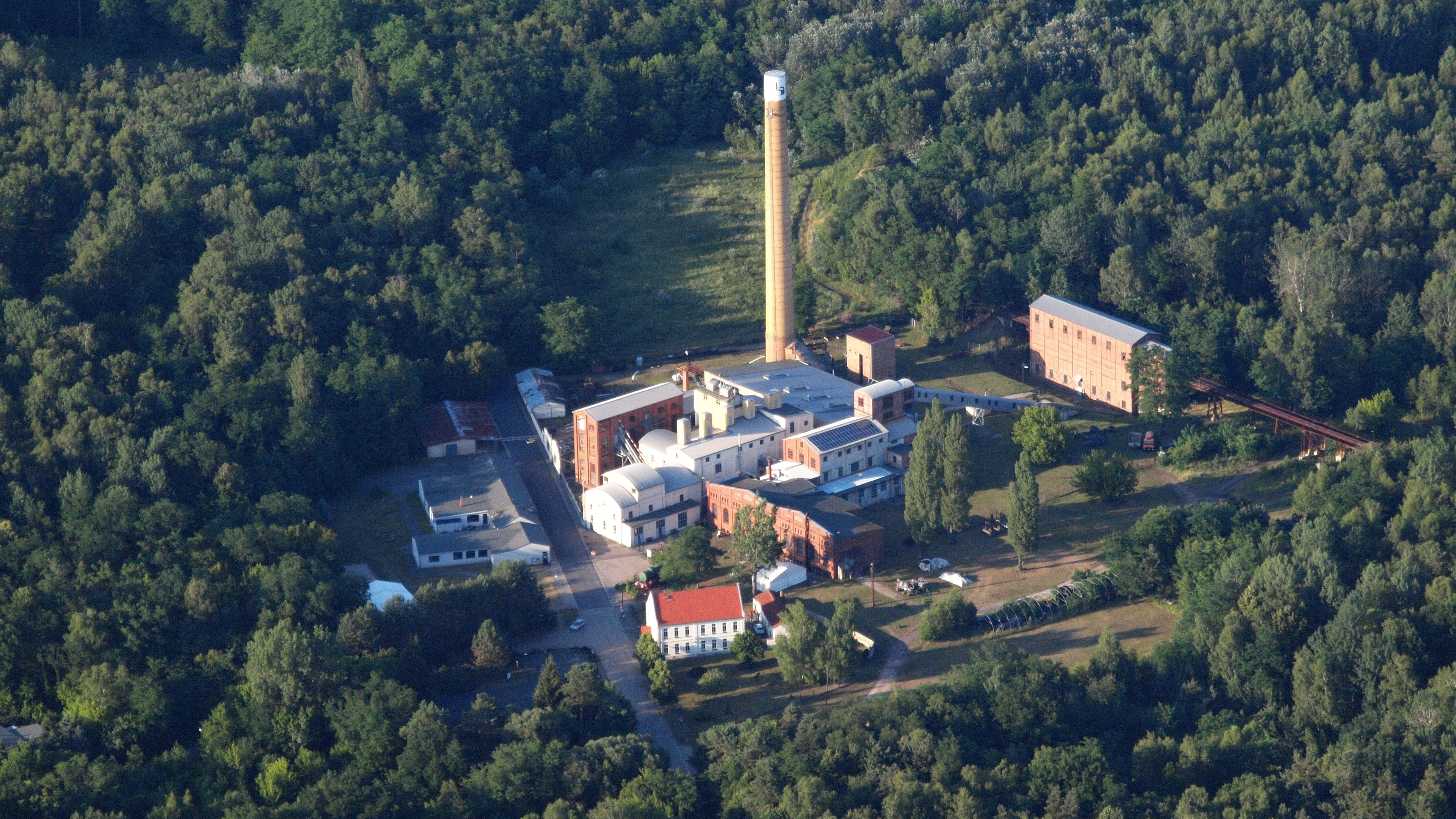
Die Brikettfabrik Louise in Domsdorf, Luftaufnahme (2015)

1952 erfolgte seine Einsetzung als Werkleiter in der Brikettfabrik in Domsdorf im heutigen Landkreis Elbe-Elster. In Domsdorf wurde die Braunkohle im Tagebau gewonnen. Trotzdem beschäftigte sich Arlt fachlich auch weiterhin mit Problemen, die den Tiefbau betrafen. Seinen Lebensmittelpunkt verlegte er schließlich ins benachbarte Tröbitz. Arlt wurde Mitglied mehrerer Fachkommissionen und ab Juli 1955 vom Minister für Schwerindustrie Fritz Selbmann in den wissenschaftlich-technischen Rat der Hauptverwaltung Braunkohle berufen. Ende 1956 wurde durch ihn der VEB Braunkohlen- und Schachtbau Tröbitz, seit 1960 Braunkohlen- und Schachtbau Welzow (BuS Welzow), gegründet. 1958 begann er in Freiberg ein Studium zum Diplom-Ingenieurökonom und wurde schließlich 1960 Betriebsleiter im VEB Erdöl- und Erdgaserkundung in Gommern. Ab Mai 1961 war er als Produktionsleiter und wenig später als Entwässerungstechnologe in Brieske tätig, was er bis zum Eintritt ins Rentenalter blieb.
1974 wurde Arlt Vorsitzender des neu gegründeten Kreiskomitees der antifaschistischen Widerstandskämpfer der DDR Finsterwalde-Calau-Luckau-Lübben (KdAW). Für seine wirtschaftlichen und politischen Aktivitäten wurde er in der DDR mehrfach ausgezeichnet.

## Verlorener Zug

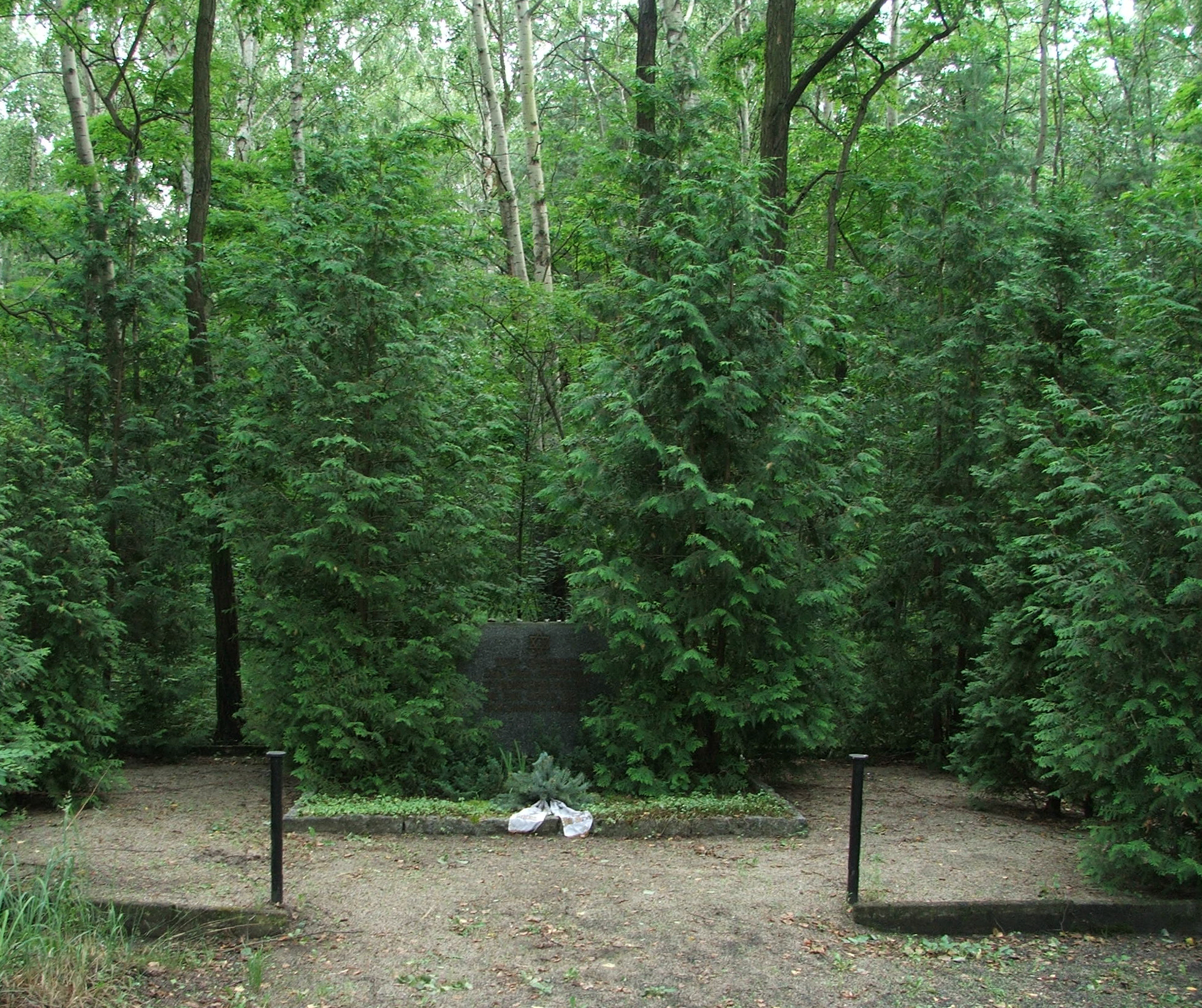
Gedenkstätte Wildgrube

Richard Arlt war seit 1952 mit Erika Arlt (1928–2015), geb. Röder, verheiratet. Beide erwarben sich hohe Verdienste bei der Erforschung um das Schicksal des Verlorenen Zuges, eines Häftlingstransports, der im April 1945 mit rund 2400 Menschen im KZ Bergen-Belsen gestartet und in Tröbitz gestrandet war. Das KdAW Finsterwalde-Calau-Luckau-Lübben unter dem Vorsitz Arlts veranlasste dort 1974/75 unter anderem an der Stelle eines Massengrabes mit 28 jüdischen Opfern des Zuges in Wildgrube die Errichtung einer Gedenkstätte mit einem Gedenkstein. Des Weiteren gab es am 23. April 1975 unter Beteiligung prominenter Persönlichkeiten wie unter anderem des CDU-Politikers Günther Grewe, des Staatssekretärs für Kirchenfragen Hans Seigewasser und des Präsidenten des Verbandes der Jüdischen Gemeinden in der DDR Helmut Aris sowie internationaler Delegationen einen Staatsakt zum Gedenken an die Opfer des Verlorenen Zuges.

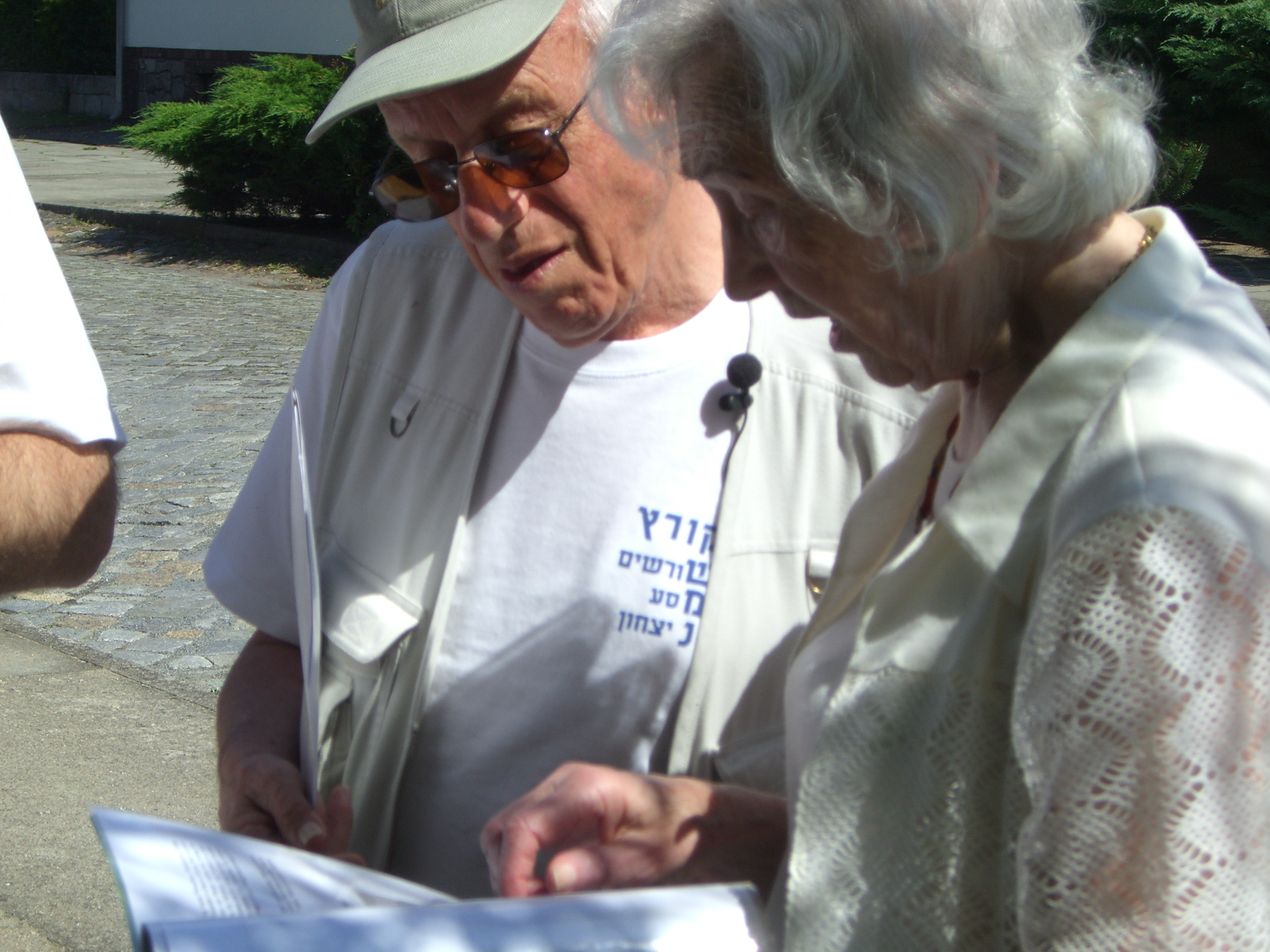
Erika Arlt gemeinsam mit dem Holocaust-Überlebenden Arieh Koretz (2008)

Es folgten viele weitere Veranstaltungen dieser Art, oft mit internationaler Beteiligung. Arlt betätigte sich bei den örtlichen Gedenkstätten als Führer. Neben der Gedenkstätte in Wildgrube gibt es auch eine an der evangelischen Dorfkirche in Tröbitz, auf dem Tröbitzer jüdischen Friedhof, in Schilda und seit 1989 in Langennaundorf.
Seine Frau Erika beschäftigte sich auf Anregung Arlts seit den 1980er Jahren mit der Erforschung und Dokumentation der Ereignisse und entwickelte sich zur wichtigsten Ansprechpartnerin für die Angehörigen der Opfer aus aller Welt. 1997 wurde sie für ihre Forschungsarbeit um das Schicksal der Überlebenden dieses Zuges und der damit verbundenen Ereignisse in den letzten Tagen des Zweiten Weltkrieges sowie für ihr Engagement zur Erhaltung und Pflege des jüdischen Friedhofs Tröbitz schließlich mit dem Bundesverdienstkreuz am Bande geehrt.
Das Wirken der beiden Eheleute wirkt im Gedenken an die Ereignisse rund um den Verlorenen Zug bis in die Gegenwart nach. So mahnte Andreas Claus, der Bürgermeister der Stadt Uebigau-Wahrenbrück, bei einer Gedenkveranstaltung im April 2017 in Tröbitz mit den Worten: „Vergesst Erika und Richard Arlt aus Tröbitz nicht. Sie haben sich hohe Verdienste bei der Forschungsarbeit zum Verlorenen Transport und am Gedenken der Opfer erworben.“

## Patente (Auswahl)
- Kohlengewinnungsgerät, besonders zum Auffahren von Strecken im Braunkohlentiefbau (Gebrauchsmuster Nr. 1522113), 1942[15]
- Streckenvortriebsmaschine (Pat. Nr. 243), 1951[6][16]
  - Bau im BKW Domsdorf 1952/53
  - Vorstellung auf der Leipziger Frühjahrsmesse, 1955
  - Weiterentwicklung in Bernburg
  - Einsatz und Erprobung in den Tagebauen Ammendorf, Seedlitz, Scado[7]
- Schutzvorrichtung für Abbauschilde (Pat. Nr. 13229), 1954[17]